# 川越市立仙波小学校
川越市立仙波小学校（かわごえしりつ せんばしょうがっこう）は、埼玉県川越市富士見町にある公立小学校。

## 沿革
- 1872年 - 仙波学校として開校
- 1880年 - 菅原小学校に改称
- 1894年
  - 7月12日 - 仙波尋常小学校に改称
- 1901年
  - 7月12日 - 仙波尋常高等小学校に改称
- 1923年
  - 4月1日 - 川越市立仙波尋常小学校に改称
- 1927年
  - 4月1日 - 川越市立第三尋常小学校に改称
- 1941年
  - 4月1日 - 川越市立第四国民学校に改称
- 1947年
  - 4月1日 - 川越市立川越第四小学校に改称
- 1960年
  - 4月1日 - 川越市立仙波小学校に改称
- 1961年
  - 10月5日 - 校歌制定
- 1969年
  - 4月1日 - 分校を開設
- 1970年
  - 4月1日 - 分校が川越市立武蔵野小学校として独立[1]

## 教育目標
「心豊かでたくましく生きる児童の育成」
- 思いやりのある子
- よく考える子
- たくましい子[2]

## 通学区域
- 新宿1丁目
- 新宿2丁目
- 岸町1丁目
- 岸町2丁目
- 菅原町
- 仙波2丁目
- 仙波4丁目
- 富士見町
- 南通町
- 脇田町
- 脇田本町
- 大仙波[3]

## 主な出身者
塩越柚歩 - サッカー選手。浦和レッズレディース所属。2021年東京五輪サッカー女子代表。